# Metta World Peace
Metta World Peace, ursprungligen Ronald William Artest, Jr., fram till september 2011 känd som Ron Artest, född 13 november 1979 i stadsdelen Queens i New York, är en amerikansk basketspelare.
I september 2011 bytte han sitt juridiska namn till Metta World Peace. Förnamnet Metta betyder vänskap, kärlek och vänlighet och World Peace betyder världsfred.
Dessförinnan var han mest känd för sina defensiva kvaliteter och för sitt aggressiva beteende. Han var den som startade det stora skandalbråket, känt som "Malice at the Palace", vid matchen mellan Indiana Pacers (som Artest tillhörde) och Detroit Pistons, den 19 november 2004. Artest straffades för sin delaktighet i bråket med avstängning för resten av säsongen (86 matcher, varav 73 i grundserien och 13 i slutspelet) och nästan 5 miljoner amerikanska dollar i böter.